# Лечебная улица (Москва)
Лечебная улица расположена в Восточном административном округе Москвы в районе Соколиная гора между Мироновской улицей и Окружным проездом.

## История
В 1897 году в районе Благуши было образовано несколько кварталов застройки. Улицы шли перпендикулярно друг другу. Часть улиц была названа в честь русских царей, а другая часть — в честь проектировщиков застройки района. До 1922 года улица называлась Давыдовская, по фамилии одного из планировщиков застройки данной местности.
Давыдовская улица в 1922 году была переименована в Лечебную — по находившейся здесь Благушинской больнице (бывшей Измайловской земской лечебнице, сейчас ГКБ №36).

## Транспорт

### Метро
- Партизанская – 1 км
- Семёновская – 1,5 км

### Автобусы
- 372:  Партизанская –  Преображенская площадь
- 469:  Черкизовская – Станция Перово
- 552:  Черкизовская – Рубцов переулок

## Объекты
- ГКБ № 36 – располагается на улице Фортунатовской, д.1. Окна 1, 8, 9 и 10 корпусов выходят на Лечебную улицу, есть заезд на территорию больницы с Лечебной улицы.
- На пересечении с Мироновской улицей располагается ОАО «Московский завод тепловой автоматики» (МЗТА) и мясоперерабатывающий завод «Вегус» – Мироновская улица, д.33.
- Складская территория – Лечебная улица, д.6.
- По нечётной стороне – кирпичные пятиэтажные жилые дома 1956—1959 годов постройки. По чётной стороне – кирпичные жилые дома 1960—1966 годов постройки.